# ФК Спартак (Бургас)
Спартак е вече несъществуващ български футболен отбор от град Бургас. Основан е през 1949 г., едно от 11-те ДСО-та в града. Спартак (Бургас), както и повечето отбори с това име в страната, е отбор на Държавна сигурност.
Четири последователни години (1953, 1954, 1955 и 1956 г.) участва в първенството на Югоизточната Б група, като най-доброто му класиране е 4-то място през 1953 г. През 1956 година експериментът с ДСО (Доброволни спортни организации на ведомствен принцип) е прекратен и Спартак е разформирован. Цветовете на клуба са синьо и бяло.
Известни футболисти: Димитър Божидаров – Урожая.